# Chamical megye
Chamical egy megye Argentína északnyugati részén, La Rioja tartományban. Székhelye Chamical.

## Népesség
A megye népessége a közelmúltban a következőképpen változott:
| Év   | Lakosság |
| ---- | -------- |
| 2001 | 13 300   |
| 2010 | 14 160   |